# 1634
1634 (MDCXXXIV) var ett normalår som började en söndag i den gregorianska kalendern och ett normalår som började en onsdag i den julianska kalendern.

## Händelser

### Februari
- 15 februari – Albrecht von Wallenstein mördas i staden Eger i Böhmen.
- Troligtvis i slutet av februari – Svenskarna besegrar tillsammans med sachsarna kejsarens trupper i slaget vid Liegnitz.

### Juni
- 22 juni – Gustav II Adolf begravs i Riddarholmskyrkan.

### Juli
- 29 juli – Den nya svenska regeringsformen, en förordning om rikets förvaltning, antas av riksdagen. Förvaltningen läggs på de fem kollegierna, styrda av varsin riksämbetsman. Riksämbetsmännen innehar regeringsmakten, medan regenten är omyndig, så detta är en stor triumf för adeln, medan de meniga ståndens inflytande minskar. De svenska landskapen ersätts som juridisk indelning av Sverige av län. Finland delas bland annat upp i fyra län, Åbo och Björneborg, Nyland och Tavastehus, Viborg och Nyslott , Österbotten samt Kexholm. Ingermanland står utanför denna indelning. Landskapen lever dock kvar i folks medvetande och bidrar in på 2000-talet till identitetsskapande inom landet.

### Augusti
- 27 augusti (GS) - Svenska hären under hertig Bernhard av Weimar och Gustav Horn lider ett svårt nederlag mot kejsarens trupper i slaget vid Nördlingen, varvid Horn råkar i fångenskap. Detta nederlag medför att Heilbronnförbundet splittras och flera av Sveriges bundförvanter övergår till kejsaren.

### November
- 5 november – Göta hovrätt inrättas i Jönköping.[1]

### Okänt datum
- Amiralitetskollegium inrättas och utgör svenska flottans överstyrelse i både militära och ekonomiska frågor.
- Ätten Oxenstierna får ännu mera makt då Axels bror, Gabriel Gustavsson, blir riksdrots och hans kusin Gabriel Bengtsson blir riksskattmästare.
- Mantalspengarna, en personskatt för samtliga svenska invånare över 15 år (även tjänstefolk och egendomslösa) permanentas.

## Födda
- 16 januari – Dorothe Engelbretsdatter, norsk författare.
- 20 mars – Balthasar Bekker, nederländsk reformert teolog.
- 22 april – Carlo Fontana, italiensk arkitekt.
- 24 december – Maria Anna av Österrike, spansk regent.

## Avlidna
- 19 november – Alexander Karol Vasa, son till Sigismund och Konstantia av Steiermark.
- 22 december – Johan Albert Vasa, polsk biskop och kardinal, son till Sigismund och Konstantia av Steiermark.
- 25 december – Lettice Knollys, engelsk hovfunktionär.

### Fotnoter
1. ↑  ”Årtal och händelser i Jönköping”. Arkiverad från originalet den 4 mars 2016. https://web.archive.org/web/20160304212124/http://maltell.se/historia/databas/search/kronologiviewmobil1600.php. Läst 9 december 2018.